# 燕太郎
燕太郎（えんたろう）は、日本プロ野球・東京ヤクルトスワローズのマスコットキャラクターである。2005年から2014年まで活動した。背番号は8960。

## 特徴
- 肥満体型のつば九郎とは異なり、人間に近いスリムな体型である。ツバメの特徴である燕尾はもっておらず、羽すらも見当たらない。登場した時は裸足だったが、その後、靴をはくようになる。ちなみに顔はつば九郎に酷似している。
- つば九郎、つばみはユニフォームを着用していないが、燕太郎はユニフォームを常に着用している。背番号は当初「102」であったが、2008年より、打撃投手になった石堂克利が102を着けたため、「8960」に変更した。なお、8960は「ヤクルト」をもじったものである。
  - 2022年現在でも球場以外のイベント出演などで背番号「102」、旧ユニフォーム（1999年-2005年ホームユニフォーム）の燕太郎が現れることがある。本人はtwitter上で「にせもの」と表現している[1]。
- 先に登場した二人が不得手なアクロバットを担う存在であり、動きは素早くその身体能力は高い。特にブレイクダンスが得意。
  - サッカーJリーグ・FC東京のマスコットである東京ドロンパと共演する際、ブレイクダンス対決を行うのが恒例。
- つば九郎、つばみとの関係は登場以来不明であったが、つば九郎の著作において縁戚関係にはなく、「赤の他人」である事が明かされたが、2009年10月18日に開催された「青山まつりふれあいパレード」につばみと共に参加した際、ファンの面前でハグ及びキスをした写真が公式サイトで公開。つばみ曰く「（燕太郎とは）むふふなかんけいです」だという。
  - つばみと「むふふな関係」であるが、2011年のオリックス・バファローズとの交流戦では、バファローズのマスコットバファローベルに対して、お姫様だっこをしたり、スカートの中をのぞくなどのちょっかいを出していた（しかも球団の公式YouTubeチャンネルに動画がアップロードされた）。
- 2008年のフレッシュオールスターで松山出張中のつば九郎に代わり、ヤクルト代表として登場した。
- 2011年3月8日のスポーツ新聞各紙において、「燕太郎今季限りで戦力外か」との記事が載った。これは3月6日の「第2回箱根山駅伝大会」に燕太郎が出演したが、知名度が低く相手にされなかったことから球団関係者が示唆したもの。そのためtwitterやfacebookを利用した知名度アップ作戦を展開するという[2]。その後ブログを開始するも、更新頻度が少ない、同じ写真を使いまわすなど、つば九郎と正反対のキャラクターを強調させている。
- 球団のプロモーション展開方針変更により「2013年シーズン終了をもって引退」と報じられたが[3]、2014年の開幕には引き続き登場した。しかし、2014年5月4日に神宮球場で行われた対阪神戦の5回終了後、場内アナウンスで同日を以って引退することを発表、翌5日の球場外イベント出演を最後に活動を終了することとなった[4]。
- 同年5月18日の水戸市立競技場(ケーズデンキスタジアム水戸)で行われた水戸ホーリーホック対京都サンガF.C.の試合に燕太郎が来場するなど[5][6]、引退発表後も活動を行ったことから去就が不明な時期があったが、同年6月に登場した新マスコット・トルクーヤに後を引き継いだことが明らかにされ[7]、完全に活動を終了した。

## 東京都内巡回履歴
- 2011年7月
  - 江戸川区では地場産業である金魚関連イベントを訪問。訪問中に江戸川区のマスコットキャラクターえど金ちゃんと地産地消マスコットキャラクターえどちゃんに出会い、地元住民との交流を深めた。
- 2012年4月
  - 墨田区では両国国技館を訪問。訪問中に日本相撲協会のマスコットキャラクターハッキヨイ!せきトリくんの主人公ひよの山と押上・業平橋エリアのマスコットキャラクターおしなりくんに出会い、2012年5月22日に開業した東京スカイツリーの宣伝に貢献した。
- 2012年7月
  - 江戸川区では地場産業である金魚関連イベントを訪問。訪問中に江戸川区のマスコットキャラクターえど金ちゃんと地産地消マスコットキャラクターえどちゃんとの再会のほか銭湯応援マスコットキャラクターお湯の富士に出会い、地元住民との交流を深めた。